# Feliciano Serrao
Feliciano Serrao (Filadelfia, 24 de abril de 1922–Roma, 27 de junio de 2009) fue un historiador, jurista y profesor italiano, además de uno de los romanistas más importantes de la historia italiana.[cita requerida]

## Biografía
Discípulo de Vincenzo Arangio-Ruiz, comienza como catedrático con las asignaturas de Historia del Derecho Romano, Derecho romano y también Derecho laboral  en la Universidad de Macerata en el año académico 1956/1957. En el 1964 comienza a dar clases de  Derecho romano en la Universidad de Pisa, donde dirige su Instituto de Derecho romano y de Historia del Derecho Romano.
Pasa a la Universidad de Roma La Sapienza en el 1974, donde enseña Instituciones de Derecho romano hasta el 1993. Se convierte en director del Instituto de Derecho romano y del Derecho del Oriente Mediterráneo, cargo que ostenta hasta  1997. Hasta su muerte en el 2009, mantuvo sus clases en el curso de Derecho procesal romano y el Curso de alta formación en Derecho romano (este último es el título de especialización en Derecho Romano más antiguo del mundo.)
Se especializó en el  análisis de los fenómenos jurídicos en relación con la realidad económica y social de la época. Con este criterio historiográfico, su manual universitario  expone la sucesión cronológica las instituciones de Derecho romano romana.
Entre sus discípulos destacan  Aldo Petrucci, Roberto Fiori, Andrea Di Porto y Roberto Pesaresi y Carlo Venturini, que escribió su laudatio.
Se le  confirió el título "Doctor honoris causae" de la Universidad  "Eötvös Lorand" de Budapest en el año 1994.

## Obras
- Derecho romana economía y sociedad en la historia de Roma, Nápoles 2008 (ristampa).